# Łopuszanka (obwód lwowski)
Łopuszanka (ukr. Лопушанка) – wieś na Ukrainie, obwodzie lwowskim, w rejonie samborskim, w hromadzie Turka. W 2001 roku liczyła 474 mieszkańców.
Do 1946 roku miejscowość nosiła nazwę Łopuszanka Lechniowa (ukr. Лопушанка Лехнева, Łopuszanka Łechnewa).
Wieś lokowana była na prawie wołoskim. W 1921 roku liczyła 549 mieszkańców. W okresie międzywojennym należała do gminy Łomna w powiecie turczańskim.
W 1951 roku, na skutek przecięcia nową granicą naturalnych ciągów komunikacyjnych ze Strzyłkami, wiejską radę Łopuszanka wyłączono z rejonu strzyłeckiego i włączono do rejonu turczańskiego. Włączenie Michniowca do Polski odcięło jedyne połączenie drogowe Łopuszanki ze Strzyłkami (siedzibą rejonu), przez co Łopuszcance zostało tylko południowe połączenie z Chaszczowem w rejonie turczańskim. Spowodowało to konieczność włączenia Łopuszanki do rejonu turczańskiego.

## Ważniejsze obiekty
- Cerkiew greckokatolicka